# Registo Europeu das Emissões de Poluentes
O Registo Europeu das Emissões de Poluentes, (EPER - European Pollutant Emission Register), é um sistema de registo de emissões poluentes lançadas na atmosfera e nas águas, a nível europeu com periodicidade anual. Actualmente deu lugar ao Registo Europeu das Emissões e Transferências de Poluentes.